# Theobald-Baerwart-Schulhaus
Das Theobald-Baerwart-Schulhaus, bis 1968 Schulhaus am Rhein, ist ein Schulhaus in Basel. Das Gebäude gilt als Kulturgut von regionaler Bedeutung. Es ist nach dem Schweizer Mundartdichter Theobald Baerwart benannt.

## Lage
Das Theobald-Baerwart-Schulhaus im Matthäus-Quartier in Kleinbasel in unmittelbarer Nähe der Dreirosenbrücke.

## Beschreibung
Das Gebäude ist ein Massivbau mit integriertem Eisenskelett. Es verfügt über drei Geschosse und ist mit zwei Seiten- und einem Mittelrisalit ausgestattet. Eine Treppe führt zu den für Mädchen und Knaben getrennten Eingängen am Mittelrisalit. Das Erdgeschoss ist mit rotem Sandstein verkleidet. Die Putzflächen der oberen beiden Stockwerke sind damit eingefasst. Ornamente gibt es keine. Der Mittelrisalit ist mit einem als Dachreiter dienendem Uhrturm speziell hervorgehoben.
Im Osten schliesst eine zentral angebaute Turnhalle an das Gebäude an. Ursprünglich teilte sie die Pausenplätze von Mädchen und Knaben. Das Gebäude wird von einer Granitmauer mit aufgesetztem Metallgeländer umschlossen.

## Geschichte

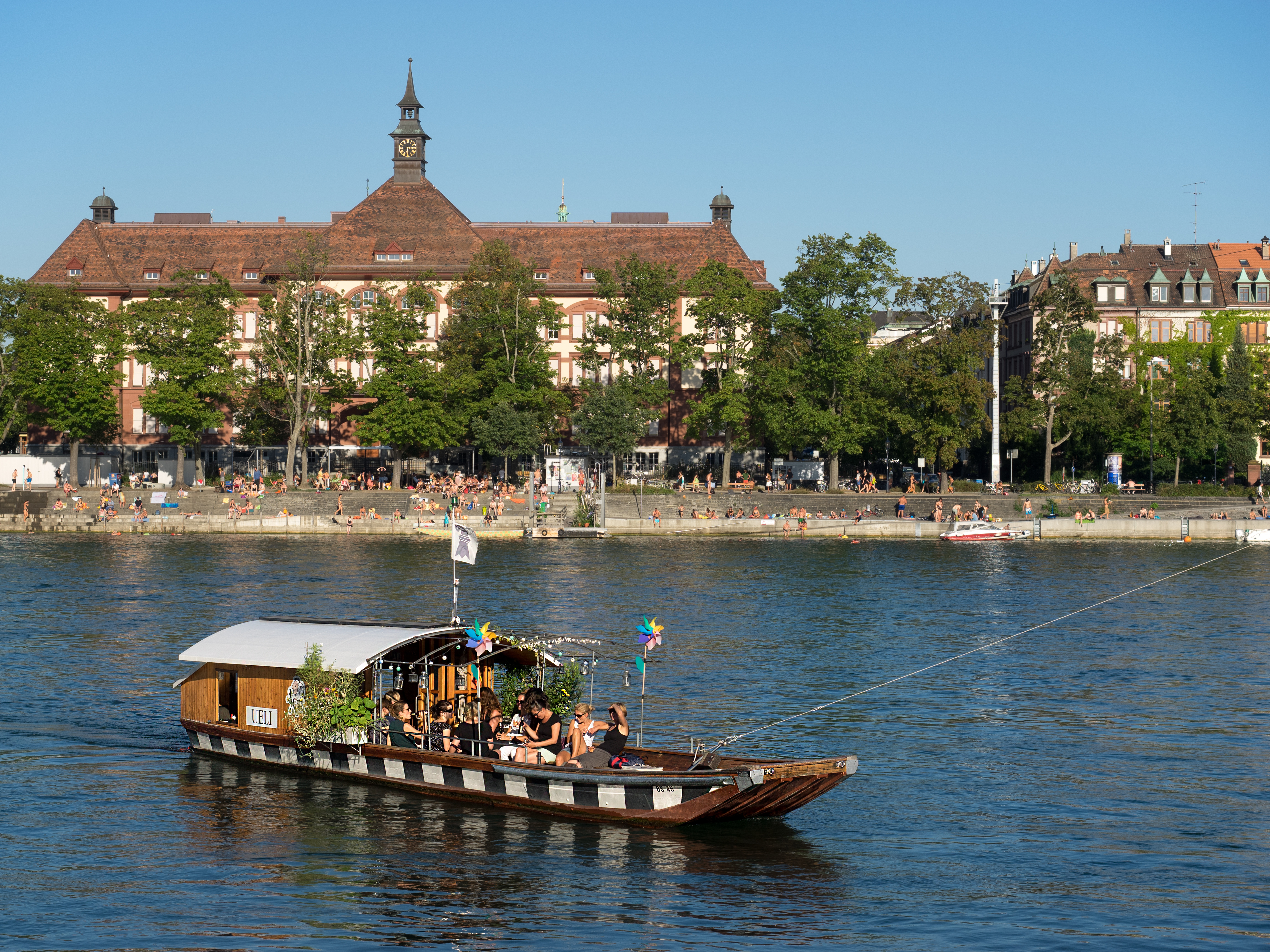
Theobald-Baerwart-Schulhaus mit St. Johanns-Fähre

Das Schulhaus wurde 1900 bis 1902 als Primarschulhaus am Rhein erbaut. Im Februar 1968 wurde es in Theobald-Baerwart-Schulhaus umbenannt. Der Bau fällt in eine Zeit grossen Bevölkerungswachstums, als in Basel zahlreiche neue Schulhäuser gebaut wurden.
Das Schulhaus wurde für 24 Klassen erstellt. Zu Beginn wurde es als Primarschule genutzt, dann für Kleinklassen und anschliessend vom Institut Kunst der Fachhochschule Nordwestschweiz (FHNW) und einer Primarschule. Seit einer umfassenden Renovierung 2014/2015 wird das Gebäude als Sekundarschulhaus genutzt. Bei der Renovierung wurden dem gewachsenen Raumbedarf Rechnung getragen und neue Standards in Erdbebensicherheit, Energieeffizienz und Hindernisfreiheit umgesetzt. Infolgedessen wurden der Dachstock ausgebaut und ein Lift installiert.